# Schiebende Hände
Schiebende Hände (Originaltitel: chinesisch 推手, Pinyin Tuīshǒu, englisch Pushing Hands – „Schiebende Hände“) ist der erste Langfilm des aus Taiwan stammenden Filmemachers Ang Lee. Er ist der erste Teil der sogenannten Father-Knows-Best-Trilogie des Regisseurs, die Lee zu Beginn seiner Karriere Anfang der 1990er-Jahre drehte.

## Handlung
Der verwitwete Chinese Chu lebt mit seinem Sohn Alex und dessen kleiner Familie in der New Yorker Vorstadt. Das Zusammenleben der Familie gestaltet sich als schwierig. Alex’ Frau Martha ist eine Schriftstellerin mit Schreibblockade, sie fühlt sich durch die täglichen Tai Chi-Übungen des alten Herrn Chu gestört. Kommunizieren können sie nicht miteinander, da Martha kein Chinesisch und Herr Chu kein Englisch spricht. Auch mit seinem Sohn Alex kann er nicht viel anfangen. Nur mit seinem Enkel und mit Frau Chen, einer aus Taiwan stammenden Witwe, versteht sich Herr Chu gut.
Als Martha krank wird und danach die Spannungen noch zunehmen, entscheidet sich Herr Chu, eine eigene Wohnung zu nehmen. Dies widerstrebt seiner traditionell geprägten Vorstellung von Familie sehr. Ein neuer Job als Tellerwäscher entwickelt sich für ihn zu einem mittleren Desaster, da er von dem taiwanischen Besitzer des Lokals häufig kritisiert wird. Als es zu einem Streit kommt und sogar die Polizei eingeschaltet werden muss, kommt Herr Chu ins Gefängnis und in die Lokalnachrichten.
Alex und seine Frau sind darüber entsetzt. Aber auch jetzt kommt es zu keiner echten Vereinigung der Familie. Die Generationen trennen sich trotzdem im Guten: Herr Chu unterrichtet jetzt wieder Tai Chi, und Martha beginnt, ein Buch über eine chinesische Einwandererfamilie zu schreiben.

## Entstehung
Nach dem Abschluss seines Filmstudiums 1985 in New York konnte Ang Lee zunächst kein Projekt verwirklichen. Er kümmerte sich in dieser Zeit als Hausmann um seine Familie und schrieb währenddessen unter anderem mehrere Drehbücher. Erst 1990 rückte die Möglichkeit, einen ersten Film zu drehen, in greifbare Nähe. Lee gewann bei einem Drehbuchwettbewerb des taiwanischen Kulturministeriums für zwei seiner gemeinsam mit James Schamus geschriebenen Drehbücher den ersten und zweiten Preis. Eines davon war das Buch für Schiebende Hände, das zweite war das Drehbuch für den nachfolgenden Film Das Hochzeitsbankett.
Die Central Motion Picture Corporation, die taiwanische staatliche Filmförderung, bestand auf der Verfilmung des erstplatzierten Buches. Mit dem Preisgeld in Höhe von 400.000 US-Dollar drehte Lee den Film 1992 innerhalb von 24 Tagen. Drehorte waren vorrangig Wohnungen von Freunden oder Familienangehörigen in Lees Wohnort Westchester County in New York.
Mit diesem Film beginnt die Jahrzehnte währende Zusammenarbeit Lees mit dem Filmeditor Tim Squyres sowie dem Produzenten und Drehbuchautor James Schamus und der Produktionsfirma Good Machine (später Focus Features). Auch mit dem von Lee verehrten taiwanischen Schauspieler Sihung Lung, der die Rolle des entmachteten Patriarchen übernahm, arbeitete Lee in den folgenden Filmen der Trilogie zusammen. In allen drei Filmen übernimmt Lung die Rolle des (entmachteten) Patriarchen, der eine Kunst bis zur Meisterschaft beherrscht. Bei Schiebende Hände ist es das Tai Chi, was auch im Titel anklingt, der die Bezeichnung einer Tai Chi-Figur ist.

## Rezeption
Schiebende Hände wurde zunächst nur in Taiwan veröffentlicht und bekam dort viel Kritikerlob. Während der Film in Asien von Anfang an sehr beliebt war, gewann er im Westen erst mit dem anhaltenden Erfolg Lees an Bekanntheit.
Kritik gab es an den Darstellungen des jungen Ehepaars Chu, denen „mangelndes Charisma“ unterstellt wurde. Generell aber war die Rezeption gut. Isabell Gössele merkt in ihrem Buch über das Kino von Ang Lee zusammenfassend zum Film an: „Auch wenn man Schiebende Hände noch seinen Erstlingscharakter anmerkt, ist der Film bereits wegweisend und bezeichnend für Lees sensible Art, das Fühlen und Denken und Zusammenleben von Familienmitglieder darzustellen.“

## Auszeichnungen
In Taiwan gewann der Film drei Golden Horse Awards, Auszeichnungen der taiwanischen Filmproduktion, einen davon für die Regie. Beim Asia-Pacific Film Festival gewann der Erstling von Lee 1993 in Seoul den Preis für den besten Film, gemeinsam mit seinem zweiten Film Das Hochzeitsbankett.